# Алмейда, Луиш де
Луиш де Алмейда (порт. Luis de Almeida, 1525—1583) — португальский католический монах, брат-иезуит, миссионер, врач. Первым познакомил японцев с европейской хирургией. Родился в Лиссабоне, в еврейской семье, что приняла католицизм. В 1546 г. окончил Лиссабонский университет. В 1552 г. прибыл в Японию, как купец вместе с Косме де Торресом, сьюпириором иезуитской миссии в Японии. В 1556 г. стал членом Общества Иисуса. В 1557 г. открыл больницу и в городе Фунай в провинции Бунго. В 1562—1563 гг. работал на острове Кюсю, занимаясь евангелизацией и лечением населения. В 1565 г. побывал в Киото и Наре. В 1580 г. предназначен сьюпириором региона Амакуса на западе Кюсю. Умер в Кавати, Амакуса.